# پانیسا
(پانیسا) ،(به اسپانیایی: Paniza) یک دهستان در اسپانیا است که در استان ساراگوسا واقع شده‌است. پانیسا ۴۷ کیلومتر مربع مساحت و ۷۲۹ نفر جمعیت دارد.